# Gebandeerde ral
De gebandeerde ral (Lewinia striata, synoniem: Gallirallus striatus) of bandral is een vogel uit de familie Rallidae (rallen).

## Verspreiding en leefgebied
Deze soort komt wijdverspreid voor in Azië en telt zes ondersoorten:
- L. s. albiventer: van India en Sri Lanka tot zuidelijk China en Thailand.
- L. s. obscurior: Andamanen en Nicobaren.
- L. s. jouyi: zuidoostelijk China en Hainan.
- L. s. taiwanus: Taiwan.
- L. s. gularis: van Maleisië tot Indochina, Sumatra, Java en zuidelijk Borneo.
- L. s. striatus: noordelijk Borneo, Filipijnen en Sulawesi.